# جاي أوسو
جوشوا صمويل فاتو (من مواليد 22 أغسطس 1985) هو مصارع أمريكي محترف. وهو موقّع حاليًا مع اتحاد WWE، و هو بطل بطولة القارات الحالي، حيث يؤدي عروضه على راو تحت اسم الحلقة جاي أوسو. وهو عضو في عائلة آنوي الشهيرة من المصارعين المحترفين في ساموا.

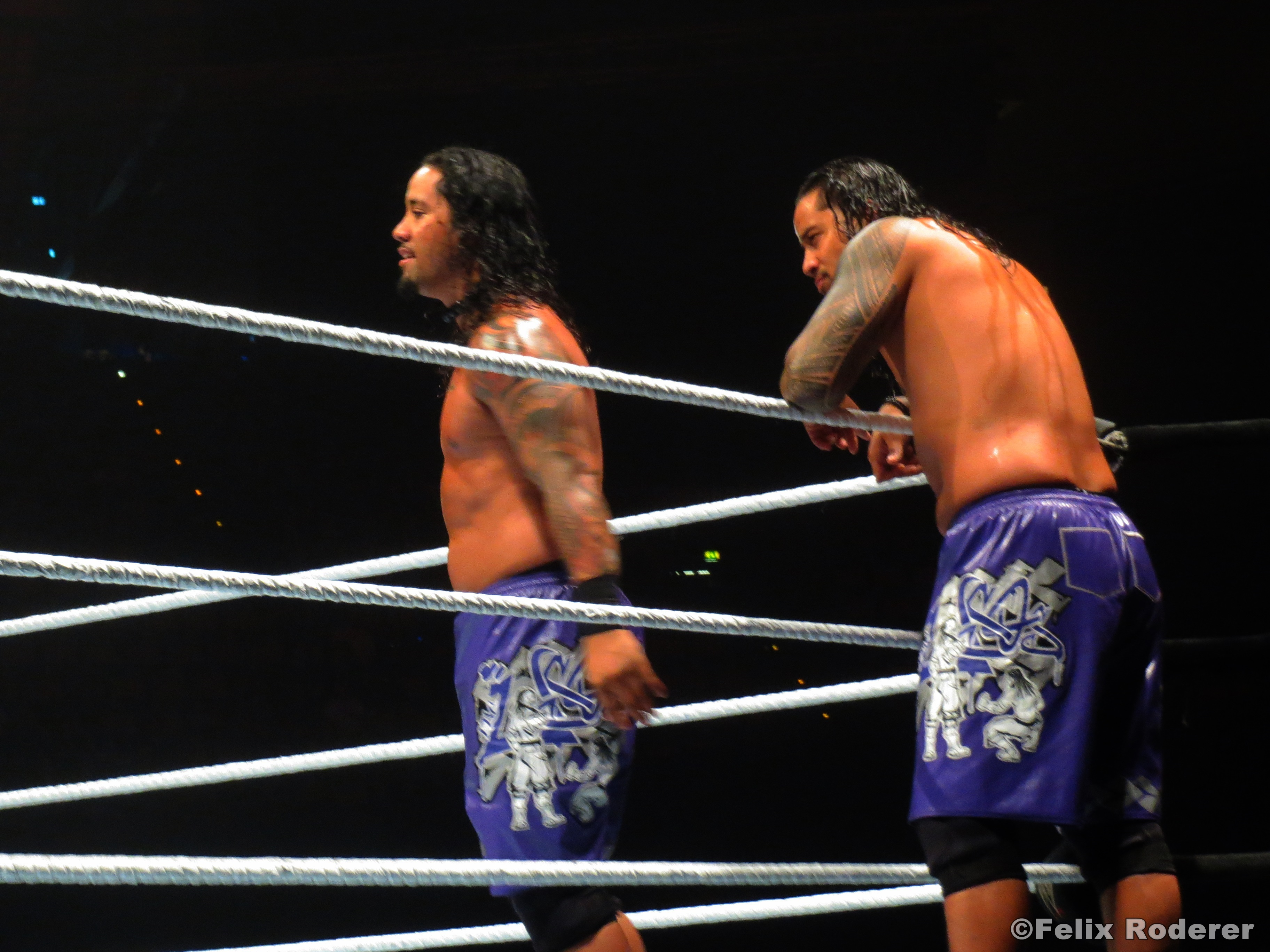
الأوسوس في نوفمبر 2013

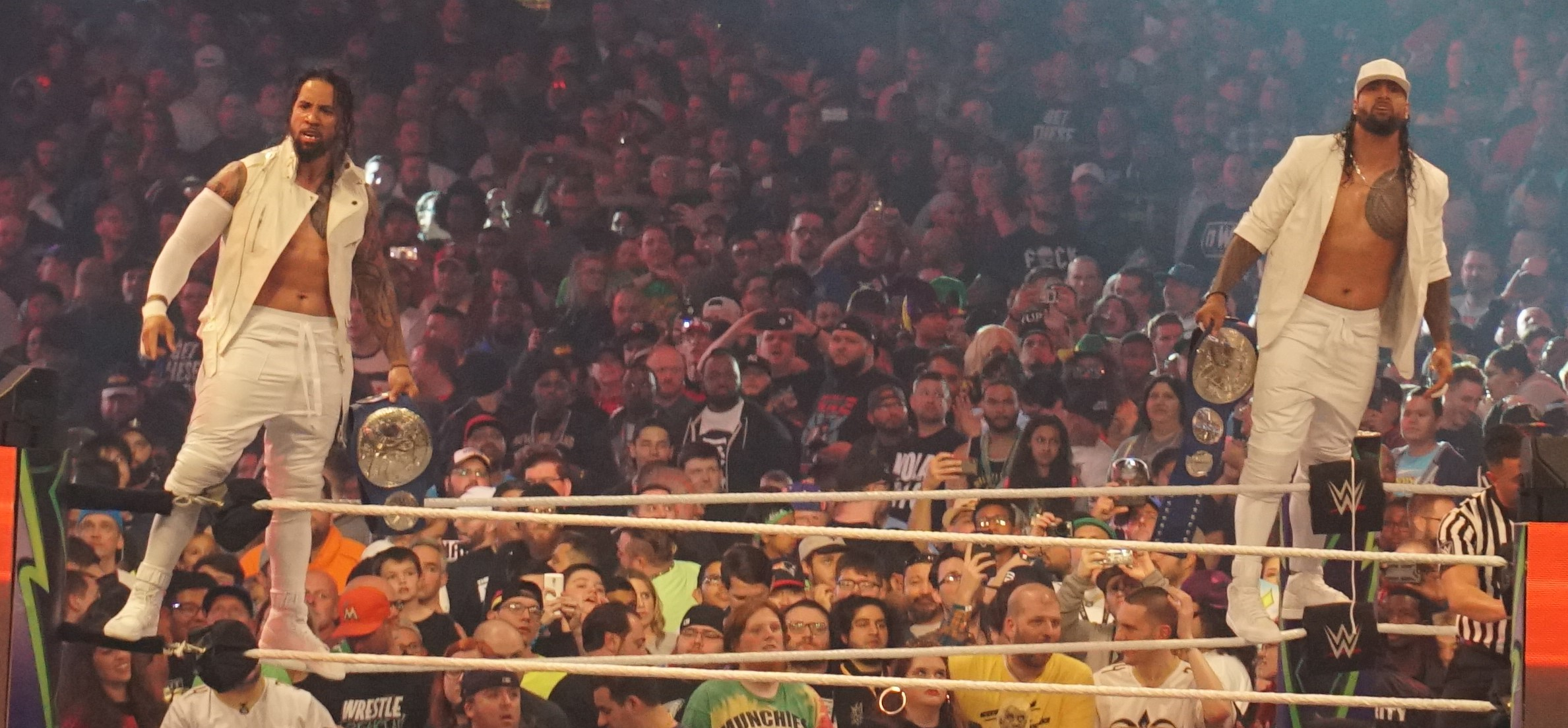
الأوسوس أبطال الفرق في سماكدوان في راسلمانيا 34

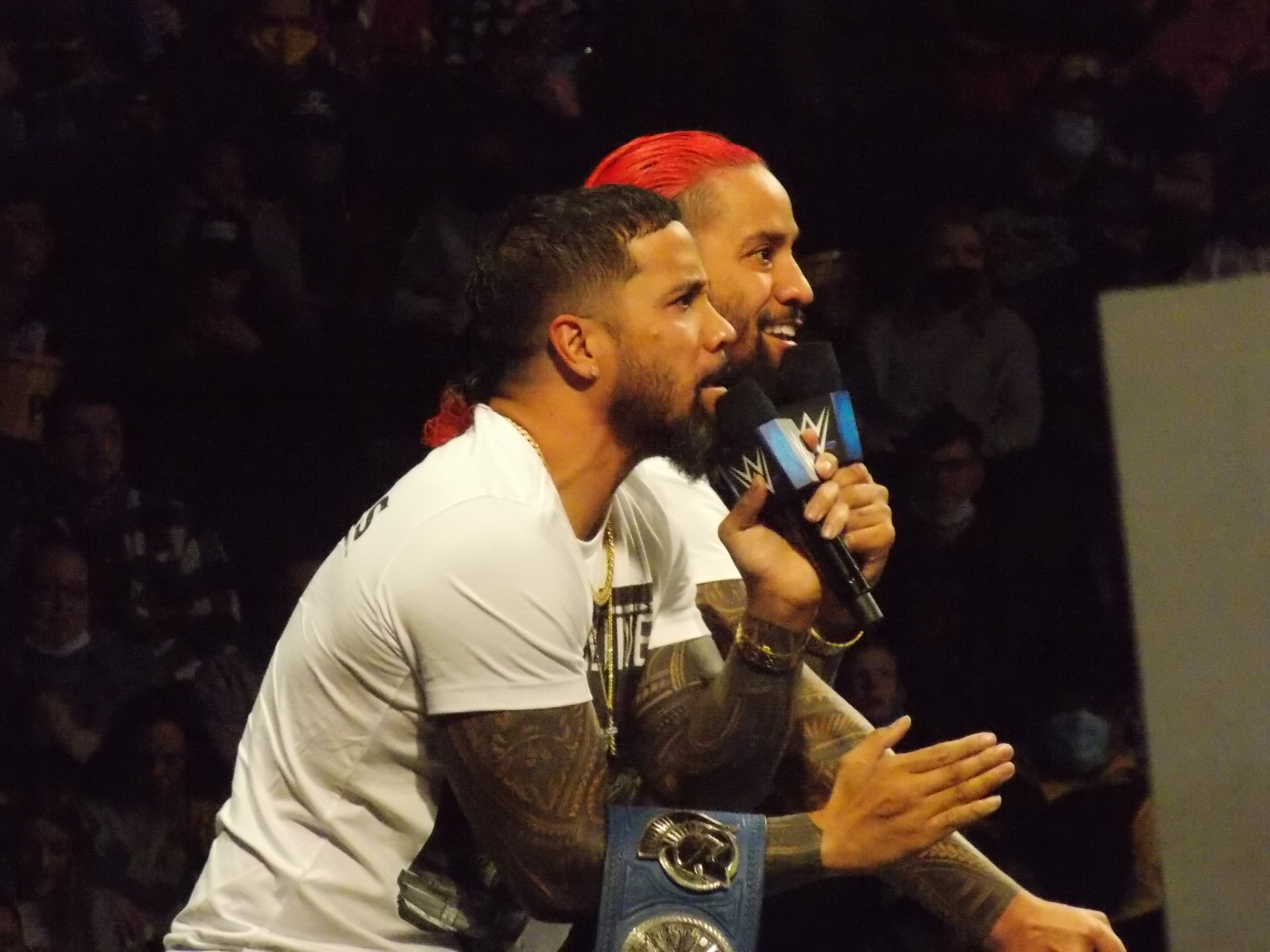
الأوسوس في عام 2022